# Alexeï Glouchkov
Pour les articles homonymes, voir Glouchkov.
Alexeï Glouchkov (en russe : Алексей Юрьевич Глушков, Alekseï Iourievitch Glouchkov), né le 9 mars 1975 à Moscou en Russie, est un lutteur russe spécialiste de la lutte gréco-romaine.

## Biographie
Il participe aux Jeux olympiques d'été de 2000 en combattant dans la catégorie des poids légers (-69 kg) et remporte la médaille de bronze.

## Palmarès

### Lutte aux Jeux olympiques
- 2000, à Sydney,  Australie
  -  Médaille de bronze en lutte gréco-romaine moins de 69 kg.